# What Is and What Should Never Be
"What Is and What Should Never Be" es una canción de Led Zeppelin lanzada en su segundo álbum de estudio Led Zeppelin II (1969). Fue escrita por Robert Plant y Jimmy Page, siendo esta canción la segunda que fue acreditada a Robert Plant en su lírica. 

## Historia
Es una de las primeras canciones acreditadas a Robert Plant en la lírica y también una de las primeras canciones en la que Jimmy Page utiliza un slide y una Gibson Les Paul.
Según Stephen Davis, la canción trata de un romance que Robert Plant tuvo con la hermana menor de su esposa. 
"What Is and What Should Never Be" fue tocada en vivo entre 1969 y 1972 (una vez tocada en 1973). La versión más famosa fue en el Royal Albert Hall, en 1970.
Haley Reinhart hizo un cover de la canción en la décima temporada del programa American Idol. Y después de la separación de Led Zeppelin, Robert Plant y Jimmy Page la siguieron tocando en vivo.

## Créditos
- Robert Plant: Voz
- John Paul Jones: Bajo eléctrico
- John Bonham: Batería
- Jimmy Page: Guitarra eléctrica, guitarra slide

- Datos: Q929716